# تام اوهالران
توماس چارلز اوهالران (‎/oʊˈhælərən/‎؛ زادهٔ ۲۴ ژانویه ۱۹۴۶) یک سیاستمدار آمریکایی است که از سال ۲۰۱۷ تا ۲۰۲۳ به عنوان نماینده ایالات متحده خدمت کرد. او که فعالیت سیاسی خود را به عنوان یک جمهوری‌خواه آغاز کرد ولی در سال ۲۰۱۵ به عضویت حزب دمکرات درآمد. او همچنین به عنوان رئیس ارتباطات برای ائتلاف سگ آبی خدمت کرد. در ۷ ژوئن ۲۰۲۳، او به عنوان مشاور ارشد وزارت کشاورزی ایالات متحده در دولت جو بایدن منصوب شد. اوهالران از سال ۱۹۶۶ تا ۱۹۷۵ در اداره پلیس شیکاگو خدمت کرد. او سپس به عضویت هیئت تجارت شیکاگو درآمد و تجارت آتی خود را با تمرکز بر قراردادهای آتی بر روی اوراق ۱۰ ساله خزانه داری ایالات متحده اداره کرد.